# سونا وان
سونا وان (ارمنی: Սոնա Վան؛ زادهٔ ۸ فوریهٔ ۱۹۵۲) پزشک، روزنامه‌نگار نظر و شاعر اهل ارمنستان است.

## زندگی‌نامه
وی با نام اصلی سونا آنوشاوانی تر-هوهانیسیان (ارمنی: Սոնա Անուշավանի Տեր-Հովհաննիսյան در ۸ فوریهٔ ۱۹۵۲ ‏در ایروان به دنیا آمد و از دانشگاه پزشکی دولتی ایروان فارغ‌التحصیل گشت. وی برنده جوایزی همچون مدال موسس خورناتسی (۲۰۱۳) و مدال طلای وزارت فرهنگ جمهوری ارمنستان است.